# Saison 1950-1951 du FC Nantes
Chronologie
Saison précédente Saison suivante
La saison 1950-1951 du FC Nantes est la 8e saison de l'histoire du club nantais. Le club est engagé dans deux compétitions officielles: Division 2 (6e participation) et Coupe de France (8e participation).

## Effectif

### Tableau des transferts
| Nom                      | Nationalité     | Poste     | Transfert | Provenance/Destination | Division        |
| ------------------------ | --------------- | --------- | --------- | ---------------------- | --------------- |
| Arrivées                 |                 |           |           |                        |                 |
| Christian Amy            | France          | Gardien   |           |                        |                 |
| Giuseppe Mattioni        | France          | Gardien   | Prêt      | Stade rennais UC       | Division 1 (D1) |
| Anton "Toon" Bauman      | Pays-Bas        | Défenseur |           | ADO                    |                 |
| Oswaldo Minci            | France          | Milieu    |           | Stade rennais UC       | Division 1 (D1) |
| René Bouteiller          | France          | Attaquant |           | Stade rennais UC       | Division 1 (D1) |
| Pierre Ferrier           | France          | Attaquant |           | Lyon OU                | Division 2 (D2) |
| Edmond Urbanski          | France          | Attaquant | Prêt      | Toulouse FC            | Division 1 (D1) |
| Jan van Geen             | Pays-Bas        | Attaquant |           | SVV Scheveningen       |                 |
| Départs                  |                 |           |           |                        |                 |
| Jean Kasmierczak         | France          | Défenseur |           |                        |                 |
| Jean Godet               | France          | Milieu    |           |                        |                 |
| Marcel Gérard            | France          | Milieu    |           |                        |                 |
| Stefano Bruzzone         | France          | Attaquant |           | Olympique alésien      | Division 2 (D2) |
| Georges Delporte         | France          | Attaquant |           | AS Hautmont            | DH Nord (D4)    |
| Duri Kalapos             | Tchécoslovaquie | Attaquant |           |                        |                 |
| Jacques "Jacky" Scuiller | France          | Attaquant |           |                        |                 |

## Matchs amicaux
| Date                               | Adversaire    | Niveau | Lieu                | Score | Buteurs du FCN | Affluence |
| ---------------------------------- | ------------- | ------ | ------------------- | ----- | -------------- | --------- |
| Jeudi 10 août 1950 (coupe Odorico) | Angers SCO    | D2     | Angers              | 3 - 2 | ?              | ?         |
| Mardi 15 août 1950                 | Stade rennais | D1     | Les Sables d'Olonne | ?     | ?              | ?         |
| Dimanche 20 août 1950              | Angers SCO    | D2     | Nantes              | 3 - 4 | ?              | ?         |

## Compétition

### Division 2
| Date                        | Journée              | Adversaire            | Lieu | Score  | Buteurs du FC Nantes                                       | Class. | Affluence      |
| --------------------------- | -------------------- | --------------------- | ---- | ------ | ---------------------------------------------------------- | ------ | -------------- |
| Dimanche 27 août 1950       | J01                  | Olympique alésien     | Ext. | 1 - 2  | van Geen 65e                                               | 11     | 3.200          |
| Dimanche 3 septembre 1950,  | J02                  | AS Monaco FC          | Dom. | 3 - 1  | Barbier 42e, Minci 44e, van Geen 64e                       | 7      | 5.500          |
| Dimanche 10 septembre 1950  | J03                  | Amiens AC             | Ext. | 1 - 1  | Minci 23e                                                  | 9      | 2.916          |
| Dimanche 10 septembre 1950, | J04 (non officielle) | GSC Marseille         | Dom. | 3 - 0  | Minci 8e, Ferrier 20e (pen.), Bouteiller 62e               | 5      | 5.000          |
| Jeudi 21 septembre 1950     | J05                  | AS Troyes-Savinienne  | Ext. | 0 - 2  | -                                                          | 7      | 2.653          |
| Dimanche 24 septembre 1950  | J06                  | FC Rouen              | Dom. | 3 - 4  | Ferrier 15e (pen.), Minci 35e 44e                          | 11     | 6.300          |
| Dimanche 1er octobre 1950,  | J07                  | Angers SCO            | Dom. | 2 - 0  | Barbier 24e, Ferrier 84e                                   | 7      | 4.884 ou 5.500 |
| Dimanche 8 octobre 1950     | J08                  | Racing Besançon       | Ext. | 0 - 1  | -                                                          | 9      | 2.949          |
| Dimanche 15 octobre 1950    | J09                  | SO Montpellier        | Dom. | 1 - 0  | Domenger 54e                                               | 7      | 6.000          |
| Dimanche 22 octobre 1950    | J10                  | AS Béziers            | Ext. | 2 - 2  | Heil 15e, Devallan 81e                                     | 9      | ?              |
| Dimanche 29 octobre 1950    | J11                  | US Valenciennes-Anzin | Dom. | 0 - 1  | -                                                          | 10     | 6.000          |
| Dimanche 5 novembre 1950    | J12                  | US Le Mans            | Ext. | 1 - 3  | Ferrier ?                                                  | 10     | 4.136          |
| Dimanche 12 novembre 1950   | J13                  | CA Paris              | Dom. | 1 - 1  | Minci 63e                                                  | 11     | 5.000          |
| Dimanche 19 novembre 1950   | J14                  | Olympique lyonnais    | Ext. | 1 - 3  | van Geen 64e                                               | 11     | 7.821          |
| Dimanche 26 novembre 1950,  | J15                  | AS Cannes             | Dom. | 2 - 3  | Staho 80e 82e                                              | 13     | 4.500          |
| Dimanche 3 décembre 1950    | J16                  | SC Toulon             | Ext. | 0 - 0  | -                                                          | 13     | 3.663          |
| Dimanche 10 décembre 1950,  | J17                  | FC Metz               | Dom. | 3 - 1  | Urbanski 37e, van Geen 60e, Ferrier 80e                    | 12     | 8.600 ou 8.000 |
| Dimanche 17 décembre 1950   | J18                  | Olympique alésien     | Dom. | 5 - 2  | van Geen 19e 47e 53e, Urbanski 55e 65e                     | 11     | 5.000          |
| Dimanche 31 décembre 1950,  | J19                  | AS Monaco FC          | Ext. | 0 - 2  | -                                                          | 13     | 2.168          |
| Dimanche 7 janvier 1951     | J20                  | Amiens AC             | Dom. | 1 - 1  | Urbanski 69e                                               | 12     | 5.000          |
| ?                           | J21 (non officielle) | GSC Marseille         | Ext. | Annulé | -                                                          | -      | -              |
| Dimanche 28 janvier 1951    | J22                  | AS Troyes-Savinienne  | Dom. | 0 - 1  | -                                                          | 15     | 4.500          |
| Dimanche 11 février 1951,   | J23                  | FC Rouen              | Ext. | 0 - 5  | -                                                          | 16     | 6.851          |
| Dimanche 18 février 1951,   | J24                  | Angers SCO            | Ext. | 3 - 1  | Urbanski 40e, Heil 49e, Pordié 64e (csc) ou Bouteiller 64e | 14     | 4.000          |
| Samedi 3 mars 1951          | J25                  | RCFC Besançon         | Dom. | 2 - 2  | Ferrier 15e, van Geen 53e                                  | 13     | 2.800          |
| Dimanche 11 mars 1951       | J26                  | SO Montpellier        | Ext. | 3 - 1  | van Geen 8e 60e, Urbanski 61e                              | 11     | 4.246          |
| Dimanche 25 mars 1951       | J27                  | AS Béziers            | Dom. | 5 - 0  | van Geen 4e 10e, Urbanski 14e 62e 83e                      | 11     | 3.800          |
| Dimanche 1er avril 1951     | J28                  | US Valenciennes-Anzin | Ext. | Arrêté | -                                                          | -      | -              |
| Dimanche 8 avril 1951       | J29                  | US Le Mans            | Dom. | 3 - 1  | ? ?                                                        | 11     | ?              |
| Dimanche 22 avril 1951      | J30                  | CA Paris              | Ext. | 1 - 2  | Bouteiller 74e                                             | 11     | 1.809          |
| Dimanche 29 avril 1951,     | J31                  | Olympique lyonnais    | Dom. | 2 - 1  | van Geen 26e, Minci 33e                                    | 11     | 6.000          |
| Dimanche 6 mai 1951         | J32                  | AS Cannes             | Ext. | 3 - 2  | ?                                                          | 10     | ?              |
| Jeudi 17 mai 1951           | J28                  | US Valenciennes-Anzin | Ext. | 2 - 2  | van Geen 34e 81e                                           | 9      | 5.360          |
| Dimanche 20 mai 1951        | J33                  | SC Toulon             | Dom. | 2 - 3  | van Geen 8e 65e                                            | 9      | 4.000          |
| Dimanche 27 mai 1951,       | J34                  | FC Metz               | Ext. | 1 - 5  | Minci 65e                                                  | 10     | 6.300          |

### Coupe de France
La Coupe de France 1950-1951 est la 34e édition de la Coupe de France, une compétition à élimination directe mettant aux prises tous les clubs de football amateurs et professionnels à travers la France métropolitaine. Elle est organisée par la FFF et ses ligues régionales.
| Date                       | Tour    | Adversaire | Niveau         | Lieu | Score      | Buteurs du FC Nantes | Affluence |
| -------------------------- | ------- | ---------- | -------------- | ---- | ---------- | -------------------- | --------- |
| Dimanche 24 décembre 1950, | 6e tour | AS Orléans | CFA Ouest (D3) | Ext. | 1 - 4 a.p. | van Geen 23e         | 3.200     |

## Statistiques

### Statistiques collectives
| Compétition     | Débute au tour | Termine | Matches joués | Gagnés | Nuls | Perdus | Buts pour | Buts contre | Différence |
| --------------- | -------------- | ------- | ------------- | ------ | ---- | ------ | --------- | ----------- | ---------- |
| Division 2      | -              | 10e     | 32            | 11     | 7    | 14     | 54        | 56          | -2         |
| Coupe de France | 6e tour        | 6e tour | 1             | 0      | 0    | 1      | 1         | 4           | -3         |
| Total           | -              | -       | 33            | 11     | 7    | 15     | 55        | 60          | -5         |

## Affluences
Affluence du FC Nantes à domicile